# Sierra de Camara
La sierra de Camara es un macizo montañoso de naturaleza caliza del término municipal de Elda, en la provincia de Alicante, Comunidad Valenciana, España, que alcanza los 841 m s. n. m.

## Situación geográfica
Se trata de la máxima altitud del municipio, englobada en los sistemas prebéticos que se extiende al noroeste de dicha población, en dirección oeste-este, limitando al norte con el término municipal de Sax, al oeste con Salinas y la Sierra de la Umbría, al este con las sierras de La Melva, La Torreta y al sur con las partidas de El Tite, Las Cañadas, el Monte Bolón y el mismo núcleo urbano de Elda.

## Flora
Por la cara sur, la que mira a Elda, la vegetación es escasa y esteparia pero, sin embargo, en la cara norte crece un frondoso bosque de pino carrasco, con abundancia de ejemplares de coscoja, así como carrascas residuales. 

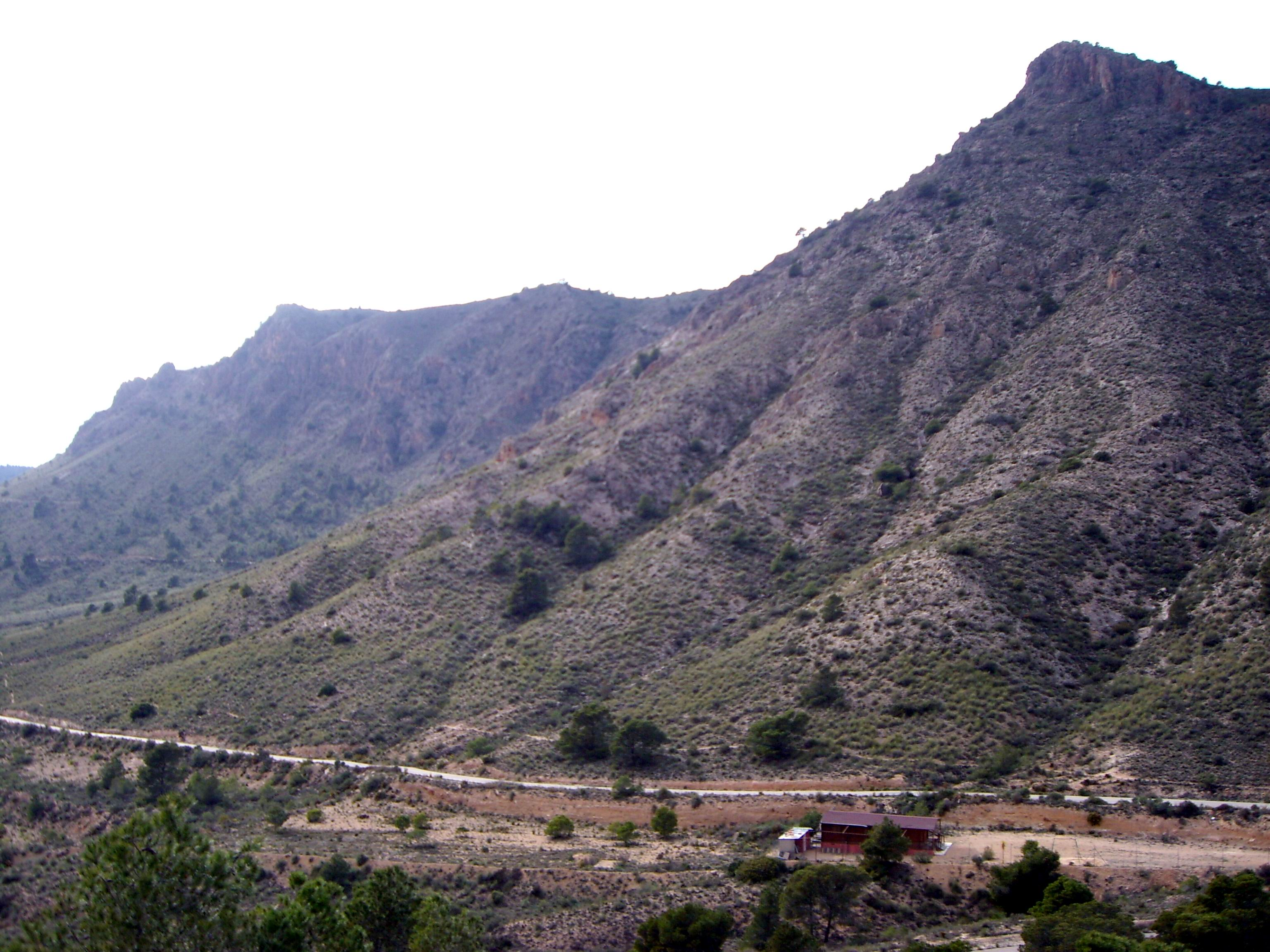
Sierra de Camara, desde Marín

## Actividades
En las estribaciones conocidas como Peñas de Marín, los miembros del Centro Excursionista Eldense, así como otros aficionados, realizan habitualmente prácticas de escalada en sus paredes.